# رودريك جيلكريست
رودريك جيلكريست (بالإنجليزية: Roderick Gilchrist)‏ هو فنان أمريكي، ولد في 1950، وتوفي في 26 فبراير 2009.